# Список міністрів фінансів Чехії
Список міністрів фінансів Чеської Республіки є хронологічним оглядом очільників Міністерства фінансів Чеської Республіки, членів Уряду Чеської Республіки, за періодом і урядом:

## За чехословацької федерації
| #  | Міністр                        | Міністр                   | партія      | партія | термін від - до | термін від - до | Уряд                          |
| -- | ------------------------------ | ------------------------- | ----------- | ------ | --------------- | --------------- | ----------------------------- |
| 1. | Леопольд Лер Leopold Lér       |                           |             | KSČ    | 1 січня 1969    | 17 грудня 1973  | Rázl                          |
| 1. | Леопольд Лер Leopold Lér       | Кемпни і Корчак           |             | KSČ    | 1 січня 1969    | 17 грудня 1973  |                               |
| 1. | Леопольд Лер Leopold Lér       | Korčák II.                |             | KSČ    | 1 січня 1969    | 17 грудня 1973  |                               |
| 2. | Ярослав Тлапак Jaroslav Tlapák | Немає доступного портрета |             | KSČ    | 17 грудня 1973  | 18 червня 1986  | Korčák II.                    |
| 2. | Ярослав Тлапак Jaroslav Tlapák | Немає доступного портрета | Korčák III. | KSČ    | 17 грудня 1973  | 18 червня 1986  |                               |
| 2. | Ярослав Тлапак Jaroslav Tlapák | Немає доступного портрета | Korčák IV.  | KSČ    | 17 грудня 1973  | 18 червня 1986  |                               |
| 3. | Jiří Nikodým                   | Немає доступного портрета |             | KSČ    | 18 червня 1986  | 29 червня 1990  | Корчак, Адамек, Пітра і Пітар |
| 4. | Карел Шпачек Karel Špaček      |                           |             | OF     | 29 червня 1990  | 2 липня 1992    | Pithart                       |
| 5. | Іван Кочарнік Ivan Kočárník    | Немає доступного портрета |             | ODS    | 2 липня 1992    | 2 червня 1997   | Клаус І.                      |

## За незалежної Чехії од 1993 р.
| #   | Міністр                             | Міністр                          | Партія    | Партія           | термін від - до | термін від - до   | Уряд               |
| --- | ----------------------------------- | -------------------------------- | --------- | ---------------- | --------------- | ----------------- | ------------------ |
| 1.  | Іван Кочарнік Ivan Kočárník         | Немає доступного портрета        |           | ODS              | 2 липня 1992    | 2 червня 1997     | Клаус І.           |
| 1.  | Іван Кочарнік Ivan Kočárník         | Немає доступного портрета        | Клаус II. | ODS              | 2 липня 1992    | 2 червня 1997     |                    |
| 2.  | Іван Піліп Ivan Pilip               |                                  |           | ODS / US         | 3 червня 1997   | 22 липня 1998     | Клаус II.          |
| 2.  | Іван Піліп Ivan Pilip               | Tošovský                         |           | ODS / US         | 3 червня 1997   | 22 липня 1998     |                    |
| 3.  | Іво Свобода Ivo Svoboda             | Немає доступного портрета        |           | ČSSD             | 22 липня 1998   | 20. července 1999 | Земан              |
| 4.  | Павел Мертлік Pavel Mertlík         |                                  |           | ČSSD             | 21 липня 1999   | 12 квітня 2001    | Земан              |
| 5.  | Їржі Руснок Jiří Rusnok             |                                  |           | ČSSD             | 13 квітня 2001  | 15 липня 2002     | Земан              |
| 6.  | Богуслав Соботка Bohuslav Sobotka   |                                  |           | ČSSD             | 15 липня 2002   | 4 вересня 2006    | Шпідла             |
| 6.  | Богуслав Соботка Bohuslav Sobotka   | Грос                             |           | ČSSD             | 15 липня 2002   | 4 вересня 2006    |                    |
| 6.  | Богуслав Соботка Bohuslav Sobotka   | Парубек                          |           | ČSSD             | 15 липня 2002   | 4 вересня 2006    |                    |
| 7.  | Властіміл Тлусти Vlastimil Tlustý   | Немає доступного портрета        |           | ODS              | 4 вересня 2006  | 9 січня 2007      | Topolánek I.       |
| 8.  | Мірослав Калоусек Miroslav Kalousek |                                  |           | KDU-CSL          | 9 січня 2007    | 8 травня 2009     | Topolánek II.      |
| 9.  | Едуард Янота Eduard Janota          | Немає доступного портрета        |           | безпартійний     | 8 травня 2009   | 13 липня 2010     | Фішер              |
| 10. | Мірослав Калоусек Miroslav Kalousek |                                  |           | TOP 09           | 13 липня 2010   | 10 липня 2013     | Нечас              |
| 11. | Ян Фішер Jan Fischer                | Ян Фішер                         |           | безпартійний     | 10 липня 2013   | 29 січня 2014     | Руснок             |
| 12. | Андрей Бабіш Andrej Babiš           | Андрій Бабіш                     |           | ANO              | 29 січня 2014   | 24 травня 2017    | Соботка            |
| 13. | Іван Пілни Ivan Pilný               | Іван Пілни                       |           | ANO              | 24 травня 2017  | 13 грудня 2017    | Соботка            |
| 14. | Алена Шиллерова Alena Schillerová   | Зображення цієї особи недоступне |           | безпарт. від ANO | 13 грудня 2017  | діюча             | Бабіш І. Бабіш II. |

### Пов'язані статті
- список міністрів фінансів Чехословаччини[cs]